# コスモフリーゲン
コスモフリーゲン（欧字名:Cosmo Fliegen、2020年3月31日 - ）は、日本の競走馬。主な勝ち鞍に2025年の七夕賞。
馬名の意味は、冠名＋飛ぶ（独）。

## 経歴

### 3歳（2023年）
2023年3月26日、中山競馬場第5レースの3歳未勝利戦（芝1800m）で、鞍上に柴田大知を起用しデビューした。スタートを切ると、鞍上が手綱を押すが進まず中団で控える形に。段々と位置を上げて行き、直線では馬群の真ん中を突き抜け、先頭のコスモスプモーニを交わして初勝利を挙げる。次走は1勝クラス・山藤賞を予定していたが、4月12日の朝に行った運動中に、挫跖による右前脚跛行が判明したため、白紙に戻した。その後は放牧に出したものの回復はせず、5月7日には熱発を発症した。その後、レントゲン検査でローヒール症候群と診断され、そのまま秋まで北海道で休養となった。その後、順調に調教を進め、12月16日に1勝クラス・高山特別に参戦。道中は2番手に付けると、捲って位置を上げてきたファミリーラヴにも動せず直線へ。先頭のシリアルノヴェルを交わし、後続から猛追してきたメイショウウネビをクビ差で凌ぎ切り、2連勝を飾った。

### 4歳（2024年）
4歳シーズンは4歳上2勝クラスから始動。序盤からハナを進み、後続に迫られながら直線に向かう。そのまま先頭を維持し、最後は後続を突き放して3連勝を飾る。

### 5歳（2025年）
重賞初挑戦として迎えた7月13日の七夕賞は、単勝オッズ4.2倍の2番人気に推された。スムーズにゲートを出ると、ショウナンマグマとの先頭争いを制し、自分のペースで逃げの形へ。直線ではドゥラドーレスが猛追してきたものの、最後はアタマ差退け重賞初制覇を飾った。鞍上の柴田大知にとっては、2020年12月19日に行われたターコイズステークスをスマイルカナで制して以来、4年7ヶ月ぶりの重賞制覇となった。7月23日、ビッグレッドファーム鉾田へ短期放牧を行い、新潟記念へ参戦するプランを発表した。

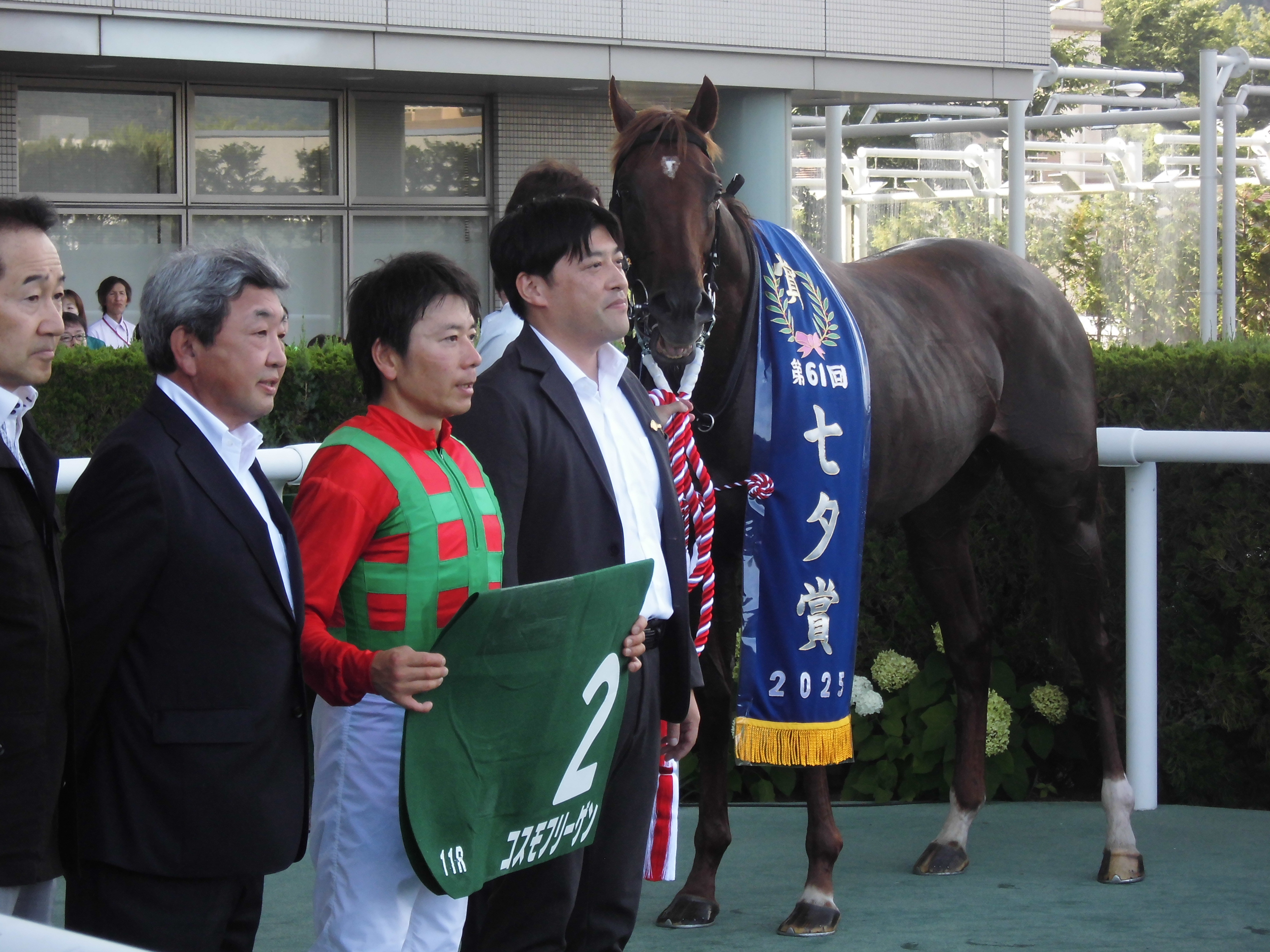
第61回七夕賞口取り式

## 競走成績
以下の内容は、netkeiba.comおよびJBISサーチに基づく。
| 競走日     | 競馬場 | 競走名         | 格   | 距離（馬場）  | 頭 数 | 枠 番 | 馬 番 | オッズ （人気） | 着順 | タイム （上り3F） | 着差 | 騎手      | 斤量 [kg] | 1着馬（2着馬）         | 馬体重 [kg] |
| ---------- | ------ | -------------- | ---- | ------------- | ----- | ----- | ----- | --------------- | ---- | ----------------- | ---- | --------- | --------- | ---------------------- | ----------- |
| 2023.03.26 | 中山   | 3歳未勝利      |      | 芝1800m（不） | 16    | 1     | 1     | 022.70（8人）   | 01着 | R1:53.9（37.4）   | -0.5 | 0柴田大知 | 56        | （レッドバレンティア） | 510         |
| 0000.12.16 | 中京   | 高山特別       | 1勝  | 芝2200m（稍） | 18    | 8     | 16    | 013.30（5人）   | 01着 | R2:14.1（34.8）   | -0.1 | 0柴田大知 | 56        | （メイショウウネビ）   | 514         |
| 2024.01.14 | 中山   | 4歳上2勝クラス |      | 芝2200m（良） | 15    | 8     | 14    | 004.50（2人）   | 01着 | R2:12.7（35.8）   | -0.2 | 0柴田大知 | 57        | （キントリヒ）         | 508         |
| 0000.03.03 | 中山   | 湾岸S          | 3勝  | 芝2200m（良） | 14    | 4     | 6     | 004.10（2人）   | 04着 | R2:13.2（35.4）   | -0.3 | 0柴田大知 | 57        | リフレーミング         | 498         |
| 0000.03.31 | 中山   | 美浦S          | 3勝  | 芝2000m（良） | 15    | 5     | 9     | 004.20（2人）   | 02着 | R1:58.7（35.4）   | -0.0 | 0柴田大知 | 58        | キングズパレス         | 498         |
| 0000.05.11 | 東京   | 六社S          | 3勝  | 芝2400m（良） | 10    | 2     | 2     | 004.20（2人）   | 03着 | R2:26.1（33.9）   | -0.2 | 0横山武史 | 58        | マキシ                 | 496         |
| 2025.03.23 | 中山   | スピカS        | 3勝  | 芝1800m（良） | 16    | 6     | 12    | 007.80（5人）   | 02着 | R1:46.8（35.6）   | -0.1 | 0柴田大知 | 58        | アドマイヤマツリ       | 504         |
| 0000.04.20 | 中山   | サンシャインS  | 3勝  | 芝2200m（良） | 13    | 4     | 4     | 003.00（2人）   | 01着 | R2:10.4（34.4）   | -0.3 | 0柴田大知 | 57        | （イヤサカ）           | 502         |
| 0000.07.13 | 福島   | 七夕賞         | GIII | 芝2000m（良） | 15    | 2     | 2     | 004.20（2人）   | 01着 | R2:00.5（36.0）   | -0.0 | 0柴田大知 | 56        | （ドゥラドーレス）     | 502         |

- 競走成績は2025年7月13日現在

## 血統表
| コスモフリーゲンの血統          | コスモフリーゲンの血統                                                                                     | コスモフリーゲンの血統                                                                                     | （血統表の出典）                                                                                           | （血統表の出典） |
| 父系                            | ロベルト系                                                                                                 | ロベルト系                                                                                                 | ロベルト系                                                                                                 | [ § 2 ]          |
| 父 スクリーンヒーロー 2004 栗毛 | 父の父グラスワンダー 1995 栗毛                                                                             | Silver Hawk                                                                                                | Roberto | Roberto          |
| 父 スクリーンヒーロー 2004 栗毛 | 父の父グラスワンダー 1995 栗毛                                                                             | Silver Hawk                                                                                                | Gris Vitesse                                                                                               |                  |
| 父 スクリーンヒーロー 2004 栗毛 | 父の父グラスワンダー 1995 栗毛                                                                             | Ameriflora                                                                                                 | Danzig | Danzig           |
| 父 スクリーンヒーロー 2004 栗毛 | 父の父グラスワンダー 1995 栗毛                                                                             | Ameriflora                                                                                                 | Graceful Touch                                                                                             |                  |
| 父 スクリーンヒーロー 2004 栗毛 | 父の母ランニングヒロイン 1993 鹿毛                                                                         | サンデーサイレンス                                                                                         | Halo | Halo             |
| 父 スクリーンヒーロー 2004 栗毛 | 父の母ランニングヒロイン 1993 鹿毛                                                                         | サンデーサイレンス                                                                                         | Wishing Well                                                                                               |                  |
| 父 スクリーンヒーロー 2004 栗毛 | 父の母ランニングヒロイン 1993 鹿毛                                                                         | ダイナアクトレス                                                                                           | ノーザンテースト                                                                                           | ノーザンテースト |
| 父 スクリーンヒーロー 2004 栗毛 | 父の母ランニングヒロイン 1993 鹿毛                                                                         | ダイナアクトレス                                                                                           | モデルスポート                                                                                             |                  |
| 母 フライングメリッサ 2004 鹿毛 | 母の父ダンスインザダーク 1993 鹿毛                                                                         | サンデーサイレンス                                                                                         | Halo | Halo             |
| 母 フライングメリッサ 2004 鹿毛 | 母の父ダンスインザダーク 1993 鹿毛                                                                         | サンデーサイレンス                                                                                         | Wishing Well                                                                                               |                  |
| 母 フライングメリッサ 2004 鹿毛 | 母の父ダンスインザダーク 1993 鹿毛                                                                         | ダンシングキイ                                                                                             | Nijinsky                                                                                                   | Nijinsky         |
| 母 フライングメリッサ 2004 鹿毛 | 母の父ダンスインザダーク 1993 鹿毛                                                                         | ダンシングキイ                                                                                             | Key Partner                                                                                                |                  |
| 母 フライングメリッサ 2004 鹿毛 | 母の母ウイングオブラック 1999 鹿毛                                                                         | ブライアンズタイム                                                                                         | Roberto | Roberto          |
| 母 フライングメリッサ 2004 鹿毛 | 母の母ウイングオブラック 1999 鹿毛                                                                         | ブライアンズタイム                                                                                         | Kelley's Day                                                                                               |                  |
| 母 フライングメリッサ 2004 鹿毛 | 母の母ウイングオブラック 1999 鹿毛                                                                         | バブルウイングス                                                                                           | In the Wings                                                                                               | In the Wings     |
| 母 フライングメリッサ 2004 鹿毛 | 母の母ウイングオブラック 1999 鹿毛                                                                         | バブルウイングス                                                                                           | バブルプロスペクター                                                                                       |                  |
| 母系(F-No.)                     | バブルウイングス(FR)系(FN:1-b)                                                                             | バブルウイングス(FR)系(FN:1-b)                                                                             | バブルウイングス(FR)系(FN:1-b)                                                                             | [ § 3 ]          |
| 5代内の近親交配                 | サンデーサイレンス 3×3 Hail to Reason 5×5･5･5 Roberto 4×4 Northern Dancer 5×5･5 His Majesty、Graustark 5×5 | サンデーサイレンス 3×3 Hail to Reason 5×5･5･5 Roberto 4×4 Northern Dancer 5×5･5 His Majesty、Graustark 5×5 | サンデーサイレンス 3×3 Hail to Reason 5×5･5･5 Roberto 4×4 Northern Dancer 5×5･5 His Majesty、Graustark 5×5 | [ § 4 ]          |
| 出典                            | 1. 2. 3. 4.                                                                                                | 1. 2. 3. 4.                                                                                                | 1. 2. 3. 4.                                                                                                | 1. 2. 3. 4.      |

- 半兄マイネルラフレシア（父ジャングルポケット）は2015年の東京スポーツ杯2歳ステークスの3着馬。
- その他の近親には、ショウナンパントル（阪神ジュベナイルフィリーズ）、ディープブリランテ（東京優駿など）、ザッツザプレンティ（菊花賞など）など。詳細はバブルカンパニー#主要なファミリーラインを参照。